# اتحاد الأذنين
اتحاد الأذنين (الاسم الطبي: Otocephaly) (من اليونانية  οτο ، وهي تعني «الأذن»، و " κεφάλη "، وهي تعني «الرأس») هو نوع من الاضطراب في الرأس (اضطراب رأسي).
هذه هي حالة فتاكة فيها المميز الرئيسي الغياب التام أو الظاهري فك السفلي (شذوذ إنمائي يسمى انعدام الفك). و"oto" في الاسم يشير إلى العلاقة بين الأذنين على الوجه في هذا الاضطراب. تعتبر حالة قاتلة بسبب سوء سير عمل مجرى الهواء. قد يحدث في اتحاد الأذنين انعدام الفك بمفرده أو مع اندماج مقدم الدماغ.

## وصلات خارجية
- NINDS Overview